# Stade Communal de Bielmont

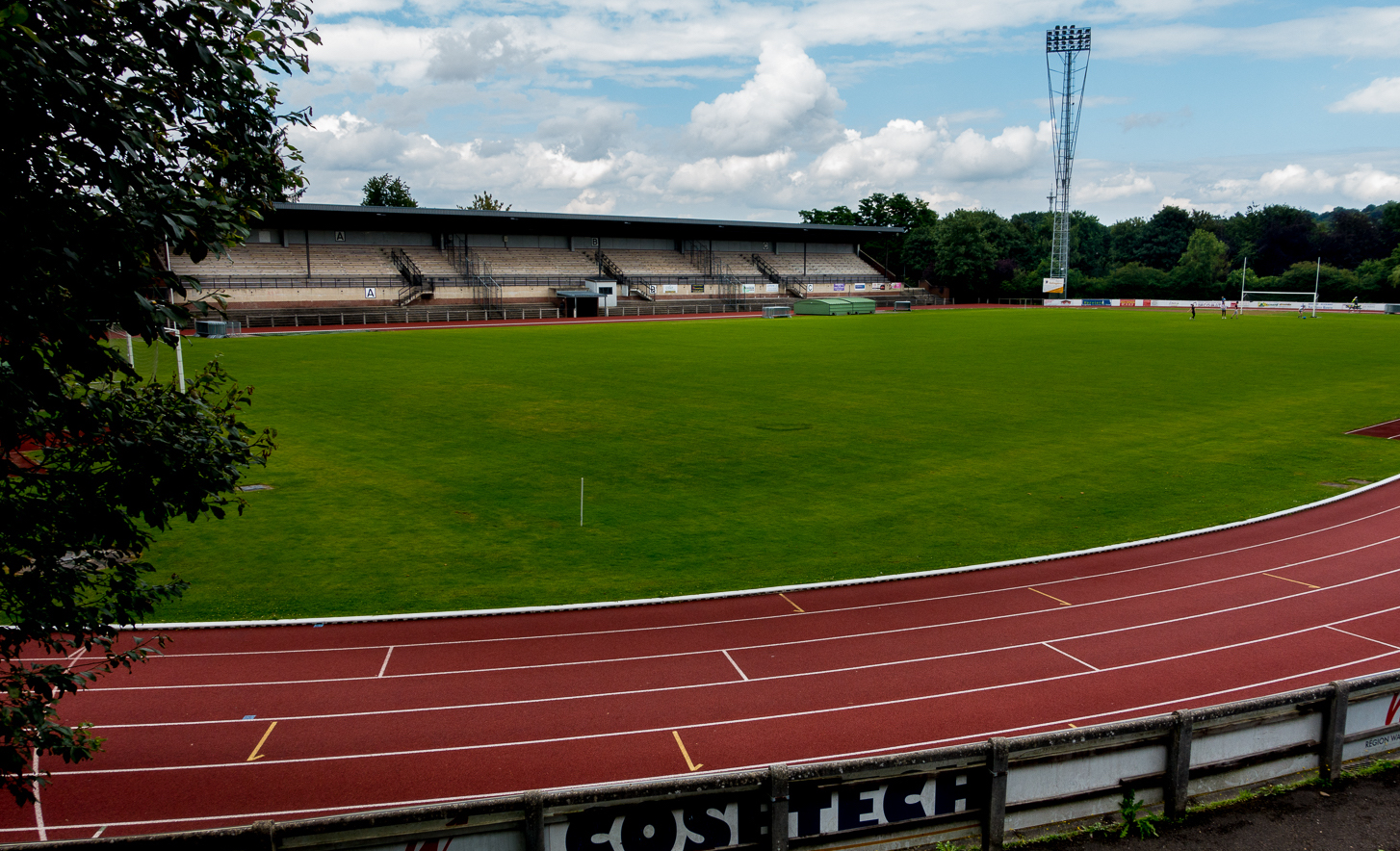
Het Stade Communal de Bielmont in Verviers, gefotografeerd in 2016.

Het Stade Communal de Bielmont is een multifunctioneel stadion in Verviers, een stad in België. 
Het stadion wordt vooral gebruikt voor voetbalwedstrijden, de voetbalclub RCS Verviétois maakte gebruik van dit stadion. Het stadion voldoet aan de internationale standaarden. Er werd een internationale wedstrijd gespeeld op 23 oktober 1966 tussen België en Luxemburg. Het werd ook gebruikt voor het Europees kampioenschap voetbal mannen onder 17 van 2007. Er werden twee groepswedstrijden gespeeld. Behalve een grasveld voor voetbalwedstrijden ligt er ook een atletiekbaan.
In het stadion is plaats voor 4.291 toeschouwers.